# Aglaia Coronio
Aglaia Coronio (née Ionides ; grec : Αγλαΐα Κορωνιού ; Londres, 20 décembre 1834 – Londres, 20 août 1906) est une relieur, brodeuse et collectionneuse d'art britannique,.

## Biographie
Aglaia Coronio est d'origine grecque, la fille aînée de l'homme d'affaires et collectionneur d'art Alexander Constantine Ionides, qui avait immigré à Londres depuis Constantinople en 1827. Son frère aîné est Constantine Alexander Ionides ; ses frères et sœurs plus jeunes étant Luca (né en 1837), Alexandro (né en 1840) et Chariclea (né en 1844). Aglaia devient confidente de William Morris et amie de Dante Gabriel Rossetti. Plus généralement, elle fréquente le groupe des artistes préraphaélites. Les trois cousines Marie Spartali Stillman, Maria Zambaco, et Aglaia sont surnommées entre amis « les Trois Grâces », d'après les Charites.
Le 20 août 1906, le lendemain de la mort de sa fille, Coronio décède après s'être poignardée au cou et à la poitrine avec une paire de ciseaux.